# Aufstand von Sobibór
Der Aufstand von Sobibór von etwa 600 Häftlingen fand am 14. Oktober 1943 im deutschen Vernichtungslager Sobibor im besetzten Polen statt. Es war der zweite, zum Teil erfolgreiche Aufstand der jüdischen Gefangenen gegen die SS in einem Vernichtungslager nach dem Aufstand von Treblinka. Im Vernichtungslager Sobibór ließ die SS bis zu 250.000 Juden vergasen. Die meisten Opfer stammten aus Polen, etwa 33.000 aus den Niederlanden und einige Tausend aus Deutschland. Nach diesem Aufstand nutzte die SS das Vernichtungslager nicht weiter, sondern ebnete es ein. Zur Vertuschung der Verbrechen wurden auf dem Lagergelände ein unverdächtig aussehender Bauernhof angelegt und ein Wald gepflanzt.

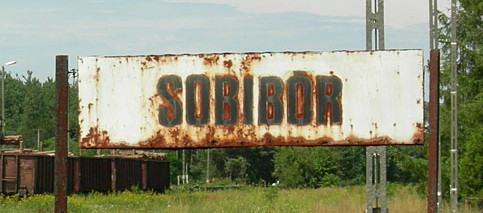
Schild des Rangierbahnhofes von Sobibór (2007)

## Planungen
Fluchtversuche von Häftlingen aus dem Vernichtungslager Sobibór, die vereinzelt Erfolg hatten, gab es schon vor dem Aufstand. Unter den 47 namentlich bekannten Überlebenden des Lagers waren auch fünf Männer des „Waldkommandos“, die bei einem früheren Fluchtversuch entkommen konnten. Jeder Fluchtversuch hatte willkürliche Erschießungen von Häftlingen als Repressionsmaßnahme zur Folge. 
Zur Verhinderung von Fluchten war im Juni 1943 ein Minengürtel um das Lager gelegt worden. Lediglich am Haupttor vor dem Appellplatz des Lagers I lagen keine Minen, weil sich die SS-Männer nicht selbst gefährden wollten.

### Widerstandsgruppe
Als im Frühjahr 1943 weniger Transporte von Juden in Sobibór ankamen, wurde den Häftlingen klar, dass eine Schließung des Lagers auch ihren Tod bedeuten würde, und es gründete sich eine Widerstandsgruppe von zehn bis zwölf Personen unter Führung von Leon Feldhendler. Es gab Überlegungen, das SS-Personal zu vergiften, das Lager in Brand zu setzen oder mehrere Fluchttunnel zu graben. Die Häftlinge im Lager III begannen im Sommer 1943 mit dem Bau eines Fluchttunnels. Als dieser verraten wurde, erschoss die SS alle Häftlinge dieses Lagers.
Am 23. September traf mit einem Transport von 2.000 Juden eine Gruppe von 80 sowjetischen Kriegsgefangenen im Lager ein, darunter Alexander Petscherski, ein Leutnant der Roten Armee. Die kampferfahrenen und taktisch geschulten Soldaten waren in der Lage, Aktionen militärisch präzise zu planen und diszipliniert durchzuführen. Feldhendler und Petscherski nahmen Verbindung zueinander auf und bildeten ein Untergrundkomitee aus vier Kriegsgefangenen und vier von Feldhendlers Leuten. Das Komitee traf sich kontinuierlich, tauschte Informationen aus und entwarf Fluchtpläne. 
Eine zunächst geplante Massenflucht durch einen Tunnel musste aufgrund des hohen Grundwasserstandes und der Lage der Minen aufgegeben werden. Daraufhin schlug Petscherski vor, SS-Männer unter dem Vorwand der Ausgabe besonderer Kleidungsstücke und Schuhe für die Frauen der SS innerhalb eines Zeitraums von einer Stunde vor der Massenflucht in örtlich unterschiedliche Hinterhalte zu locken und dort lautlos zu töten. Um ihr Verschwinden zu kaschieren, sollten einige der Kriegsgefangenen SS-Uniformen anziehen.
Beile, Hämmer und Tischlerwerkzeuge hatten die Zimmerleute im Lager IV für ihre Arbeit. Die Männer in der Schmiede hatten Messer aus Eisenblechen angefertigt. Die Pistolen der getöteten SS-Männer sollten die im Umgang mit Waffen erfahrenen sowjetischen Soldaten erhalten.

### Geplanter Ablauf
Um die Geheimhaltung zu gewährleisten, waren lediglich 30 bis 40 Häftlinge in die Planungen eingeweiht, die ihrerseits Kampfgruppen bilden sollten. Als Tag für die Flucht wurde der 13. oder 14. Oktober 1943 bestimmt, da die Häftlinge wussten, dass der Lagerkommandant, Franz Reichleitner, der als besonders gefährlich und brutal geltende SS-Oberscharführer Gustav Wagner und weitere SS-Männer nicht im Lager sein würden. Der SS-Oberscharführer Karl Frenzel, der als der brutalste SS-Mann im Lager galt, sollte am Tage des Aufstands in die Tischlerbaracke gelockt und von Semjon Rosenfeld erstochen werden.
Der Beginn der Aktion war für 16 Uhr, die Flucht ab 17 Uhr geplant. Die Telefonverbindung nach draußen sollte zu Aufstandsbeginn gekappt werden. Nach dem Ausschalten der SS-Männer sollten die Häftlinge wie üblich um 17 Uhr auf dem Appellplatz antreten. Dort sollten die nicht in den Plan eingeweihten Häftlinge eingewiesen werden. Anschließend sollten die Lagerinsassen in geschlossenen Reihen zum Haupttor marschieren, an dem sich keine Minen befanden. Sowjetische Soldaten in SS-Uniform sollten zur Tarnung die marschierenden Häftlinge begleiten und mit deutschen Befehlen kommandieren. 
Der nahe Wald bot in der anbrechenden Dunkelheit Deckung und erste Verstecke. Falls der Weg durch das Haupttor nicht möglich war, sollten die Minen durch Steinwürfe zur Explosion gebracht werden, um so einen alternativen Fluchtweg zu schaffen. Die sowjetischen Kriegsgefangenen wollten in diesem Falle mit Zangen den Drahtzaun öffnen und sich mit den erbeuteten Waffen gegen die restlichen SS-Männer und Wachmannschaften verteidigen. Die Häftlinge verteilten untereinander Geld und Wertgegenstände für ihre Flucht.
Die Lagerbewachung bestand aus etwa 25 bis 30 deutschen SS-Angehörigen, von denen 18 stets gleichzeitig anwesend waren, und etwa 90 bis 120 ukrainischen Wachmännern, den so genannten Trawniki-Männern. Deren Verhalten war der größte Unsicherheitsfaktor im Plan. 
Das Komitee hoffte, dass die Trawniki-Wachmänner keinen Verdacht schöpfen würden, wenn die in SS-Uniformen gekleideten sowjetischen Soldaten den marschierenden Lagerinsassen Befehle in deutscher Sprache geben würden.
Ursprünglich war die Massenflucht für den 13. Oktober geplant. Da sich an diesem Tag unerwartet eine SS-Mannschaft eines anderen Lagers im Vernichtungslager Sobibór aufhielt, musste die Aktion um einen Tag verschoben werden.

## Aufstand

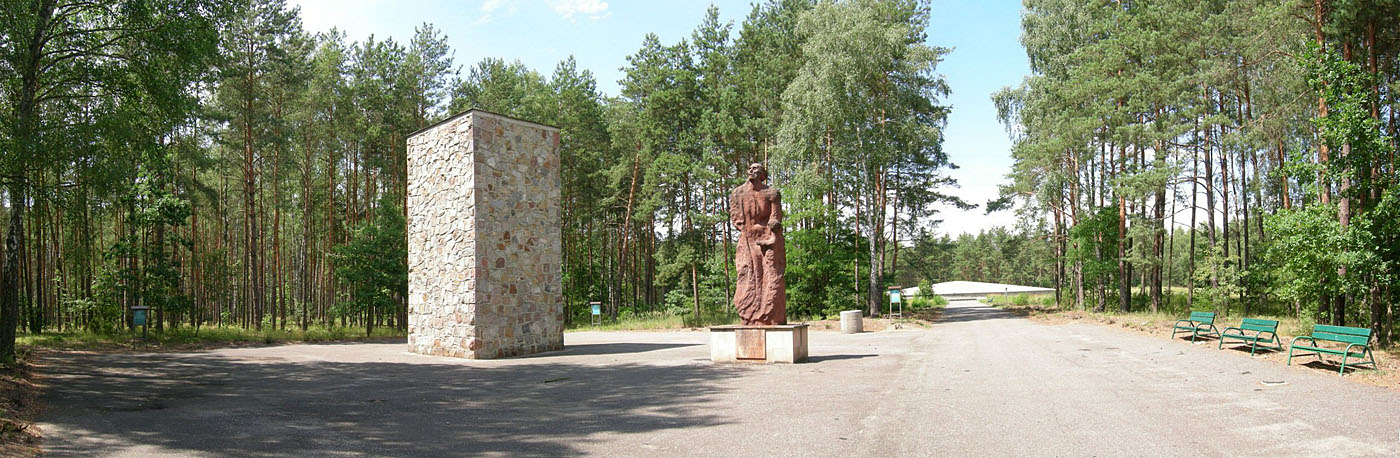
Mahnmal im Lager (2007)

Am 14. Oktober 1943 um 16 Uhr begann der Aufstand zunächst wie geplant. Angeführt wurde er von Petscherski in Lager I und Feldhendler in Lager II.

### Ausschaltung der SS
Wie vorgesehen, wurden die SS-Männer lautlos getötet. Der SS-Unterscharführer Josef Wolf wurde bei der Anprobe eines Ledermantels in der Sortierbaracke durch einen Axthieb getötet, der 17-jährige Yehuda Lerner und Arkadij Wajspapir erschlugen den Kommandanten der Ukrainer, Siegfried Graetschus, und den ukrainischen Wachobermann Rai Klatt mit Beilen. 
Der SS-Untersturmführer Johann Niemann, der stellvertretende Lagerkommandant, wurde bei der Anprobe einer Lederjacke durch zwei Axthiebe niedergestreckt. Mit Niemann und Graetschus waren die entscheidenden SS-Offiziere, die am 14. Oktober 1943 im Lager die Befehlsgewalt hatten, ausgeschaltet. Stanisław Szmajzner entnahm der Waffenkammer drei Gewehre. Die Telefonverbindungen nach draußen wurden gekappt.
Der SS-Mann Werner Dubois wurde angeschossen und durch einen Axthieb schwer verletzt. Der Lagerhäftling Chaim Engel und der Kapo Pożyczki erstachen die Verwalter des Lagers II, den SS-Oberscharführer Rudolf Beckmann und den SS-Scharführer Thomas Steffel. Die SS-Scharführer Fritz Konrad und Josef Vallaster wurden in der Tuchmacherei getötet, der SS-Scharführer Friedrich Gaulstich wurde in der Tischlerwerkstatt von Schlomo Lajtman mit dem Beil erschlagen. 
Der SS-Mann Walter Ryba starb in der Garage. Ferner wurden die SS-Männer Nowak, Max Bree und Ernst Stengelin durch die Häftlinge getötet. Damit waren am Abend zwölf SS-Männer der Wachmannschaft tot und Dubois lebensgefährlich verletzt; weitere zwölf der insgesamt 29 SS-Männer, die zum Zeitpunkt des Aufstands zum Wachpersonal gehörten, waren an diesem Tag nicht anwesend. Außerdem wurden zwei Trawniki-Männer getötet: ein unbekannter ukrainischer Wachmann und Klatt (der einzige Trawniki-Mann, der die Insassen des Vernichtungslagers Sobibór nicht schlug).

### Flucht
Frenzel erschien nicht zum Treffpunkt, und der SS-Unterscharführer Walter Ryba traf auf einen aufständischen Häftling, der ihn ungeplant im Affekt erstach. Dadurch drohte die Gefahr, dass der Getötete und damit der Aufstand entdeckt wurde. Petscherski entschied daraufhin, das Signal zum Abendappell zehn Minuten zu früh zu geben, wodurch es zu Unruhe unter den Häftlingen kam. 
Sie waren irritiert, weil das Signal verfrüht kam und der für die Appelle verantwortliche Frenzel nicht erschien. Ein Ukrainer wollte Ordnung in die Reihen der angetretenen Häftlinge bringen und wurde daraufhin getötet. 
Als der SS-Oberscharführer Erich Bauer mit einem LKW eintraf, stellte er fest, dass ein toter Wachmann zwischen den Häftlingen auf dem Boden lag, und schoss sofort mit einer Pistole auf die Angetretenen. Daraufhin brach Panik aus und die etwa 600 Häftlinge flüchteten unkoordiniert. Die ukrainische Wachmannschaft begann von den Wachtürmen aus zu schießen, und Frenzel feuerte mit einem Maschinengewehr auf die Häftlinge. 60 Häftlinge aus dem Lager IV wurden auf ihrem Weg zum Appellplatz von den Wachmannschaften aufgrund der Schüsse zurückgehalten, festgesetzt und in der Nacht erschossen.
Bei ihren verzweifelten Versuchen, den Stacheldrahtzaun und die Minenfelder zu überwinden, gerieten die fliehenden Häftlinge in den Kugelhagel der Wachmannschaften, verfingen sich im Drahtzaun und traten auf Minen. Etwa 365 Menschen gelang zunächst die Flucht aus dem Vernichtungslager, aber nur 200 erreichten den nahegelegenen Waldrand. Etwa 150 Häftlinge blieben im Lager zurück.

## Nach dem Aufstand
Erst gegen 20 Uhr gelang es Bauer und Frenzel, die Telefonverbindungen wiederherzustellen und Verstärkung herbeizurufen. Alle im Lager zurückgebliebenen Häftlinge wurden von der SS ermordet. 
Diejenigen, die den Wald erreicht hatten, wurden später von 400 bis 500 SS-Männern und ukrainischen Wachmannschaften verfolgt, die dabei etwa 100 Flüchtige töteten. Die überlebenden Häftlinge schlossen sich den Partisanen an oder versteckten sich.
Die getöteten SS-Angehörigen wurden auf dem Chełmer Soldatenfriedhof mit militärischen Ehren beigesetzt. 
Das Lager Sobibor wurde aufgegeben und dem Erdboden gleichgemacht. Ein harmlos aussehender Bauernhof und ein aufgeforsteter Jungwald sollten die Verbrechen auf dem ehemaligen Gelände des Vernichtungslagers vertuschen.
Bei Kriegsende lebten von den ehemaligen Häftlingen des Vernichtungslagers Sobibor noch 47 Personen, darunter 8 Frauen. Mindestens 42 der Überlebenden waren Geflüchtete des Aufstandes, vier oder fünf weitere waren bereits am 27. Juli 1943 dem „Waldkommando“ entflohen. 
Der Überlebende Jules Schelvis schrieb später: „Ohne den Aufstand [von Sobibór] hätte es keine Überlebenden gegeben, die den Massenmord hätten bezeugen können.“
Der Sobibor-Prozess Mitte der 1960er Jahre war ein Prozess gegen 12 ehemalige SS-Angehörige des Vernichtungslagers Sobibor vor dem Landgericht Hagen. Ihm voran gingen zwei Sobibor-Prozesse, die 1950 in Berlin und Frankfurt am Main geführt wurden. Auch in den 1970er und 1980er Jahren wurden noch Prozesse wegen der Verbrechen in Sobibor geführt.
Am 14. Oktober 2013, dem 70. Jahrestag des Aufstandes, gedachten Überlebende von Sobibor, darunter auch Thomas Blatt und Philip Bialowitz, Angehörige, Politiker, Jugendliche und Geistliche der Opfer von Sobibor. Gabriele Lesser kritisierte in der Jüdischen Allgemeinen, dass sich die Bundesrepublik Deutschland bislang nicht an den Kosten für die Neugestaltung der Gedenkstätten beteilige. 
Polens Vizeminister für Kultur und nationales Erbe, Piotr Zuchowski, sagte der Zeitung gegenüber: „Wir erwarten nicht, dass die Deutschen, die immerhin diese Todesfabriken auf dem Boden Polens gebaut haben, alle Kosten für die Gedenkstätten tragen sollen, aber doch einen Teil.“ Er werde eine entsprechende offizielle Anfrage nach Berlin senden, „da das unsere deutschen Partner ja so wünschen“. 
Die für die Beziehungen zu Polen zuständige deutsche Staatsministerin Cornelia Pieper erklärte dagegen, der polnische Staatssekretär Władysław Bartoszewski habe wenige Tage zuvor dem deutschen Botschafter in Polen erneut deutlich gemacht, „dass man zurzeit immer noch keine Unterstützung von Deutschland für Sobibor erwartet, er hat aber auch zur Kenntnis genommen, dass wir weiterhin bereit sind, dieses Projekt zu unterstützen“.
Im Jüdischen Museum in Moskau wird an das Vernichtungslager und den dortigen Aufstand unter Beteiligung sowjetischer Soldaten erinnert.
Am 3. Juni 2019 starb Semjon Rosenfeld im Alter von 96 Jahren in einem Krankenhaus in Israel. Er war der letzte Überlebende, der am Aufstand beteiligt war.

## Filme
- Pavel Kogan, Lily van den Bergh: Aufstand in Sobibor (1989) – Originaltitel: Opstand in Sobibor, UdSSR/NL 1989, Dokumentarfilm, 2. Preis Joris Ivens Award IDFA 1989, DVD dt/en/nl/fr/ru//pl Untertitel 2011/2013 EAN: 978-3-8488-4007-6, ISBN 978-3-8488-4007-6.
- Jack Gold: Flucht aus Sobibor (1989) – Originaltitel: Escape from Sobibor, GB/Jugoslawien 1987 (TV), DVD deutsch/englisch 2012, EAN 9120027349058
- Claude Lanzmann: Sobibor, 14. Oktober 1943, 16 Uhr (2001) – Originaltitel: Sobibor, 14 octobre 1943, 16 heures, Frankreich 2001
- Konstantin Chabenski: Sobibor (2018) – Originaltitel: Собибор, Russland 2018, als „Bester Debütfilm“ ausgezeichnet beim 4. Asian World Film Festival 2018 in Culver City

## Schreibweisen
Sobibór ist die polnische Schreibweise des Namens eines nahe gelegenen Dorfs, nach dem die SS ihr Vernichtungslager benannte. Im Deutschen und Englischen wird oft die vereinfachte Schreibung „Sobibor“ verwendet.

## Dokumentationen
- Geschichte: Flucht aus der Hölle – der Aufstand von Sobibor, Sendung von Niklas Fischer und Hannes Liebrandt, 6. August 2021, ARD Audiothek (Bayern 2)